# Saurabh Netravalkar
Saurabh Naresh Netravalkar (Marathi सौरभ नरेश नेत्रावळकर, Hindi सौरभ  नरेश नेत्रवालकर; * 16. Oktober 1991 in Mumbai, Indien) ist ein indischer Cricketspieler, der seit 2019 für die Nationalmannschaft der Vereinigten Staaten spielt.

## Kindheit und Ausbildung
Nachdem er als Teenager herausstechen konnte, spielte er für das indische Team beim ICC U19-Cricket-Weltmeisterschaft 2010. Er studierte Ingenieurwesen und schloss das Studium im Jahr 2013 ab. Im Jahr 2015 entschied er sich in die Vereinigten Staaten zu gehen und studierte dort Informatik an der Cornell University.

## Aktive Karriere
Nach seinen guten Jugendleistungen versuchte er im indischen Cricket und für Mumbai Fuß zu fassen. Er absolvierte für sie sein First-Class-Debüt in der Saison 2013/14. Es sollt jedoch bei diesem einen Einsatz bleiben und so entschied er sich der beruflichen Karriere den Vorrang einzuräumen. Nach seinem Studienabschluss arbeitete er für Oracle in San Francisco als Ingenieur. Dort widmete er sich in seiner Freizeit wieder dem Cricket und wurde für die North West Region in der USACA National Championship berufen. Kurz darauf reduzierte der Weltverband ICC die Qualifikationshürden um die Nationalmannschaft zu wechseln, so dass dieses nun für ihn zur Option wurde. In einem Tour Match der Vereinigten Staaten gegen die Southern California Cricket Association XI konnte er herausragen und imponierte so den Selektoren. Im Januar 2018 gab er für die Vereinigten Staaten sein List-A-Debüt. Im Oktober wurde er zum Kapitän des Teams ernannt. Sein  Twenty20-Debüt folgte im März 2019 in den Vereinigten Arabischen Emirate. Das ODI-Debüt folgte einen Monat später im Rahmen der ICC World Cricket League Division Two 2019 gegen Papua-Neuguinea. Bei einem Drei-Nationen-Turnier in den Vereinigten Arabischen Emiraten im Dezember 2019 erzielte er gegen den Gastgeber erst fünf (5/32) und dann drei (3/11) Wickets. Bei einem weiteren Turnier in Nepal im Februar folgten drei wickets (3/37) gegen den Oman.
Nach der Unterbrechung auf Grund der COVID-19-Pandemie erreichte er bei einem Drei-Nationen-Turnier im Oman gegen den Gastgeber drei (3/39) und gegen Nepal vier (4/29) Wickets. Kurz darauf trat er als Kapitän zurück und wurde durch Monank Patel ersetzt. Im Dezember erreichte er in den Twenty20s gegen Irland drei Wickets (3/33). Bei zwei heimischen Drei-Nationen-Turnieren im Sommer 2022 konnte er gegen Schottland fünf (5/45) und gegen Nepal drei Wickets (3/44) erreichen. Dem folgten beim ICC Men’s T20 World Cup Global Qualifier Group B 2022 5 Wickets für 12 Runs gegen Singapur, wofür er als Spieler des Spiels ausgezeichnet wurde. Bei folgenden Drei-Nationen-Turnieren in Schottland erreichte er gegen die Vereinigten Arabischen Emirate (3/44) und in Papua-Neuguinea gegen Namibia (3/55) kamen je weitere drei Wickets hinzu. Im Juni 2023 erzielte er beim ICC Cricket World Cup Qualifier 2023 gegen die West Indies abermals drei Wickets (3/53). Ab 2023 spielte er auch in der Major League Cricket für die Washington Freedom. Ein Jahr später wurde er für den ICC Men’s T20 World Cup 2024 nominiert. Dort sorgte er weltweit für aufsehen, als er gegen Pakistan nach zwei Wickets (2/18) im regulären Spiel das Super Over für die Vereinigten Staaten entscheiden konnte und dem Team so die Möglichkeit bot in die Super-8-Runde einzuziehen.